# سرخرگ زبانی
سرخرگ زبانی (انگلیسی: Lingual artery) شاخه‌ای از سرخرگ کاروتید بیرونی است. خاستگاه آن بین سرخرگ تیروئید بالایی و سرخرگ چهره‌ای است.
سرخرگ زبانی، زبان و کف زبان را خون‌رسانی می‌کند و می‌توان آن را به آسانی در زبان پیدا کرد.